# Cios (architektura)

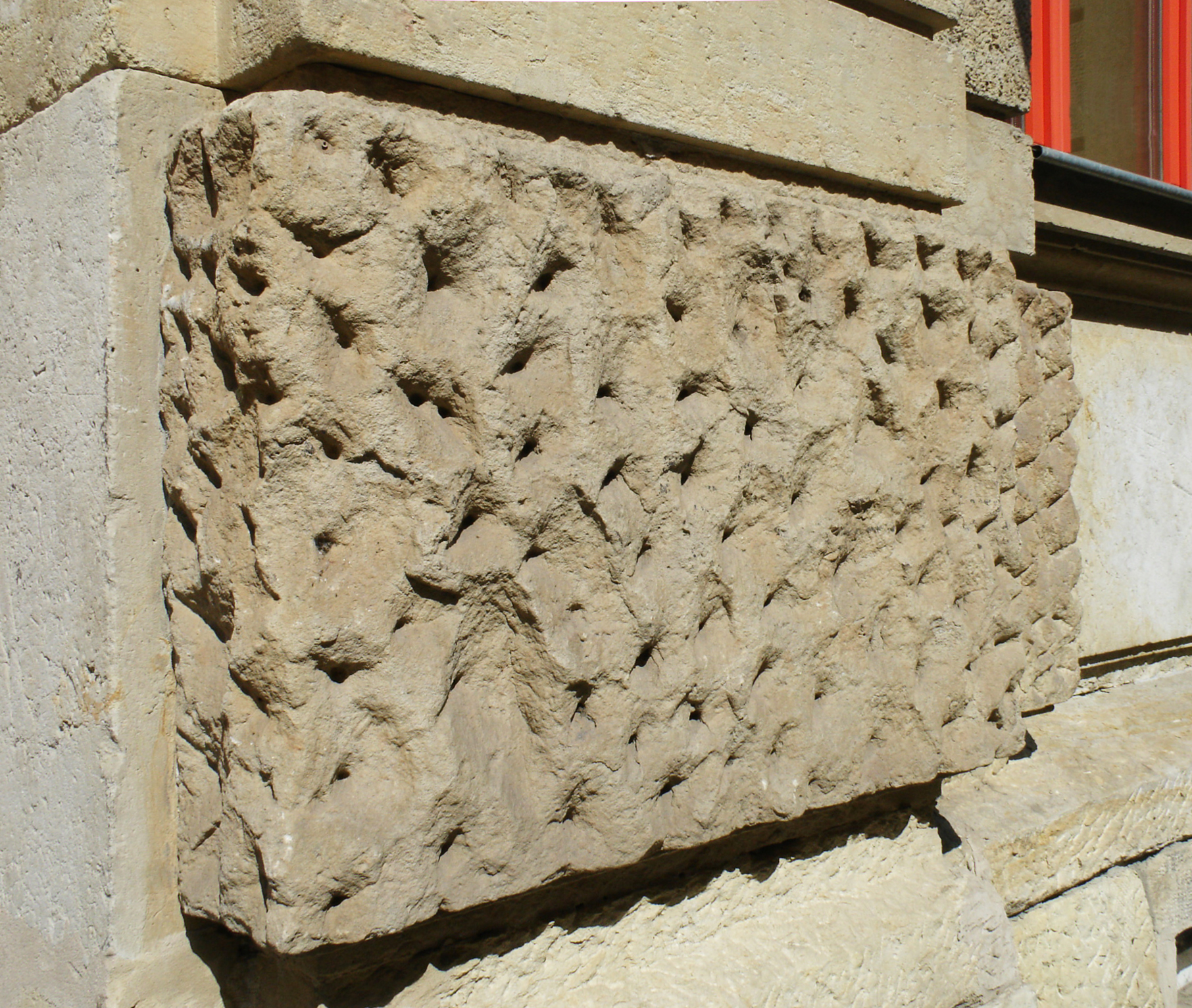
Boniowany kamień. Element konstrukcyjny kamienicy w Dreźnie

Cios – blok z kamienia najczęściej w kształcie prostopadłościanu. Ma przynajmniej jedną powierzchnię obrobioną w sposób dekoracyjny techniką dłutowania, młotkowania, gładzenia, groszkowania, szpicowania i przeznaczoną do eksponowania na powierzchni lica budowli. Stosowany był do wznoszenia monumentalnych budynków już w starożytności (Egipt, Grecja, Rzym), w budownictwie romańskim i gotyckim, później w budynkach reprezentacyjnych (najczęściej neoromańskich) oraz przy budowie silnie obciążonych elementów, jak fundamenty, filary mostów i wiaduktów. W świątyni Jowisza w Baalbeku ciosy miały długość 9,5 metra i szerokość 4 metrów. W średniowieczu ze względów ekonomicznych tylko w przypadku okazałych budowli, np. niektórych katedr, stosowano wyłącznie ciosy. W innych budowlach ciosy służyły wyłącznie jako elementy konstrukcyjne (np. węgły), a przestrzeń między nimi była wypełniana drobnymi kamieniami, często o różnej wysokości.
Ciosy można obrabiać na dziko (o nieregularnej powierzchni), ze sfazowanymi krawędziami, na wzór szlifu diamentowego, poduszkowy itp.